# Coupe d'Europe des voitures de tourisme 2012
Navigation
Édition précédente Édition suivante
La Coupe d'Europe des voitures de tourisme 2012 est la 8e saison de la Coupe d'Europe des voitures de tourisme (FIA ETC Cup), elle se déroule du 11 mars au 25 juin avec 4 étapes dans 3 pays différents dont 3 d'entre elles disputées le même week-end que les manches de la saison 2012 du Championnat du monde des voitures de tourisme (WTCC).

## Engagés
| Equipe                          | Voiture             | No.        | Pilote               | Manches    |            |
| Super 2000                      | Super 2000          | Super 2000 | Super 2000           | Super 2000 | Super 2000 |
| ------------------------------- | ------------------- | ---------- | -------------------- | ---------- | ---------- |
| Krenek Motorsport               | BMW 320si           | 2          | Petr Fulín           | toutes     |            |
| Borusan Otomotiv Motorsport     | BMW 320si           | 3          | Aytaç Biter          | toutes     |            |
| Liqui Moly Team Engstler        | BMW 320si           | 4          | Igor Skuz            | 1          |            |
| SUNRED Engineering              | SEAT León           | 4          | Igor Skuz            | 3–4        |            |
| SUNRED Engineering              | SEAT León           | 8          | Fernando Monje       | toutes     |            |
| Rado Central KFT–RCM Motorsport | Peugeot 407         | 5          | Gábor Tim            | 1–2        |            |
| Rikli Motorsport                | Honda Civic FD      | 6          | Peter Rikli          | toutes     |            |
| Rikli Motorsport                | Honda Accord Euro R | 9          | Christian Fischer    | toutes     |            |
| XFX Unicorse                    | Alfa Romeo 156      | 7          | Ferenc Ficza         | 1–2        |            |
| XFX Unicorse                    | Alfa Romeo 156      | 10         | Csapa Gáspár         | 3          |            |
| Homola Motorsport               | BMW 320si           | 11         | Mat'o Homola         | 2          |            |
| SEAT Sport Slovakia             | SEAT León           | 20         | Michal Matějovský    | 2          |            |
| Trophée monomarque              |                     |            |                      |            |            |
| Pfister Racing                  | SEAT León Supercopa | 22         | Andreas Pfister      | toutes     |            |
| Stian Paulsen Racing            | SEAT León Supercopa | 23         | Stian Paulsen        | toutes     |            |
| PCR Sport                       | SEAT León Supercopa | 24         | Urs Sonderegger      | toutes     |            |
| SBM Motorsport                  | SEAT León Supercopa | 25         | Patrick Nemec        | 2          |            |
| Krenek Motorsport               | SEAT León Supercopa | 26         | Jaromir Štádler      | 3–4        |            |
| Super Production                |                     |            |                      |            |            |
| ASK Vitro Racing                | Honda Civic Type R  | 31         | Aleksandar Tošić     | 1–3        |            |
| F Motorsport                    | BMW 320i E46        | 32         | Fabio Fabiani        | 1, 4       |            |
| Nikolay Karamyshev              | Honda Civic Type R  | 33         | Nikolay Karamyshev   | toutes     |            |
| Super 1600                      |                     |            |                      |            |            |
| Ravenol Team                    | Ford Fiesta         | 42         | Ulrike Krafft        | toutes     |            |
| Ravenol Team                    | Ford Fiesta         | 43         | Kevin Krammes        | toutes     |            |
| Ravenol Team                    | Ford Fiesta         | 44         | Paolo Necchi         | toutes     |            |
| Ravenol Team                    | Ford Fiesta         | 53         | Erwin Lukas          | 2–4        |            |
| ATM Racing                      | Ford Fiesta         | 45         | Klaus Bingler        | toutes     |            |
| Maurer Motorsport (en)          | Chevrolet Aveo      | 46         | Alexander Frolov     | 2          |            |
| Maurer Motorsport (en)          | Chevrolet Aveo      | 47         | Vadim Meshecheriakov | 2–3        |            |
| Maurer Motorsport (en)          | Chevrolet Aveo      | 48         | Wilson Borgnino      | 2–4        |            |
| Maurer Motorsport (en)          | Chevrolet Aveo      | 55         | Diego Romanini (en)  | 4          |            |
| Rennsportteam Grossmann         | Ford Fiesta         | 49         | Steffen Grossmann    | toutes     |            |
| NK Racing Team                  | Ford Fiesta         | 50         | Ronny Reinsberger    | toutes     |            |
| Michael Golz                    | Ford Fiesta         | 51         | Michael Golz         | 1          |            |
| Team LuxMotor                   | Ford Fiesta         | 52         | Gilles Bruckner      | toutes     |            |

## Résultats
| Épreuve | Épreuve | Pays      | Circuit                       | Date     | Pole position     | Meilleur tour     | Vainqueur pilote  | Vainqueur constructeur |
| ------- | ------- | --------- | ----------------------------- | -------- | ----------------- | ----------------- | ----------------- | ---------------------- |
| 1       | R1      | Italie    | Autodromo Nazionale Monza     | 11 mars  | Fernando Monje    | Fernando Monje    | Fernando Monje    | SUNRED Engineering     |
| 1       | R2      | Italie    | Autodromo Nazionale Monza     | 11 mars  | Christian Fischer | Fernando Monje    | Fernando Monje    | SUNRED Engineering     |
| 2       | R1      | Slovaquie | Slovakiaring                  | 29 avril | Fernando Monje    | Fernando Monje    | Michal Matějovský | SEAT Sport Slovakia    |
| 2       | R2      | Slovaquie | Slovakiaring                  | 29 avril | Christian Fischer | Michal Matějovský | Petr Fulín        | Krenek Motorsport      |
| 3       | R1      | Autriche  | Salzburgring                  | 20 mai   | Igor Skuz         | Fernando Monje    | Fernando Monje    | SUNRED Engineering     |
| 3       | R2      | Autriche  | Salzburgring                  | 20 mai   | Aytaç Biter       | Fernando Monje    | Fernando Monje    | SUNRED Engineering     |
| 4       | R1      | Italie    | Autodromo Enzo e Dino Ferrari | 24 juin  | Fernando Monje    | Fernando Monje    | Fernando Monje    | SUNRED Engineering     |
| 4       | R2      | Italie    | Autodromo Enzo e Dino Ferrari | 24 juin  | Aytaç Biter       | Fernando Monje    | Fernando Monje    | SUNRED Engineering     |

- Les manches de Monza, Salzburg et Slovaquie sont en course support du WTCC.

## Classement

### Super 2000/1600
| Pos        | Pilote               | MNZ        | MNZ        | SVK        | SVK        | SAL        | SAL        | IMO        | IMO        | Pts        |
| Super 2000 | Super 2000           | Super 2000 | Super 2000 | Super 2000 | Super 2000 | Super 2000 | Super 2000 | Super 2000 | Super 2000 | Super 2000 |
| ---------- | -------------------- | ---------- | ---------- | ---------- | ---------- | ---------- | ---------- | ---------- | ---------- | ---------- |
| 1          | Fernando Monje       | 1          | 1          | 121        | Abd.       | 1          | 1          | 1          | 1          | 73         |
| 2          | Peter Rikli          | 43         | 4          | 7          | 6          | 5          | 5          | 63         | Abd.       | 44         |
| 3          | Petr Fulín           | DSQ2       | EX         | 3          | 1          | 43         | 3          | 5          | Abd.       | 43         |
| 4          | Igor Skuz            | 16         | 7          |            |            | 92         | 8          | 2          | 2          | 35         |
| 5          | Aytaç Biter          | 7          | Abd.       | 11         | 10         | 8          | 7          | 8          | 6          | 25         |
| 6          | Christian Fischer    | 8          | Abd.       | 8          | 9          | 21         | Np.        | 7          | 4          | 23         |
| 7          | Michal Matějovský    |            |            | 12         | 3          |            |            |            |            | 20         |
| 8          | Ferenc Ficza         | 5          | 12         | 93         | 7          |            |            |            |            | 19         |
| 9          | Mat'o Homola         |            |            | 5          | 5          | Np.        | Np.        |            |            | 12         |
| 10         | Csapa Gáspár         |            |            |            |            | 7          | 4          |            |            | 11         |
|            | Gábor Tim            | Np.        | Np.        | 21         | Np.        |            |            |            |            | 0          |
| Super 1600 |                      |            |            |            |            |            |            |            |            |            |
| 1          | Kevin Krammes        | 111        | 8          | 15         | 13         | 121        | 12         | 152        | 11         | 77         |
| 2          | Paolo Necchi         | 14         | 10         | 161        | 14         | 152        | 11         | 121        | 9          | 70         |
| 3          | Ulrike Krafft        | 123        | Np.        | Abd.2      | 16         | 163        | 13         | 14         | 13         | 37         |
| 4          | Wilson Borgnino      |            |            | Np.        | Np.        | 13         | 14         | 13         | 10         | 29         |
| 5          | Gilles Bruckner      | 132        | 9          | Ret3       | Np.        | 17         | 15         | Abd.       | 12         | 29         |
| 6          | Klaus Bingler        | 15         | 11         | 17         | 17         | 20         | 18         | 17         | 14         | 26         |
| 7          | Ronny Reinsberger    | Np.        | Np.        | 22         | 15         | 18         | 16         | Ret3       | Np.        | 14         |
| 8          | Erwin Lukas          |            |            | 20         | 19         | 19         | 17         | 16         | 16         | 13         |
| 9          | Steffen Grossmann    | Abd.       | Np.        | 19         | 18         | Abd.       | Np.        | 18         | 15         | 11         |
| 10         | Vadim Meshecheriakov |            |            | Nc.        | Abd.       | 14         | 19         |            |            | 6          |
| 11         | Alexander Frolov     |            |            | 18         | Np.        |            |            |            |            | 5          |
| 12         | Diego Romanini (en)  |            |            |            |            |            |            | 19         | Np.        | 1          |
|            | Michael Golz         | Nq.        | Nq.        |            |            |            |            |            |            | 0          |

| Couleur | Résultat                                                         |
| ------- | ---------------------------------------------------------------- |
| Or      | Vainqueur                                                        |
| Argent  | 2e place                                                         |
| Bronze  | 3e place                                                         |
| Vert    | Classé, dans les points                                          |
| Bleu    | Classé, hors des points Non classé (Nc.)                         |
| Mauve   | Abandon (Ab.) Retrait (Re.)                                      |
| Noir    | Disqualifié (Dq.)                                                |
| Blanc   | N'a pas pris le départ (Np.) Forfait (Forf.) Épreuve annulée (A) |
| Aucune  | N'a pas participé (-)                                            |

### Super Production/Trophées monomarques
| Pos                | Pilote             | MNZ              | MNZ              | SVK              | SVK              | SAL              | SAL              | IMO              | IMO              | Pts              |
| Super Production   | Super Production   | Super Production | Super Production | Super Production | Super Production | Super Production | Super Production | Super Production | Super Production | Super Production |
| ------------------ | ------------------ | ---------------- | ---------------- | ---------------- | ---------------- | ---------------- | ---------------- | ---------------- | ---------------- | ---------------- |
| 1                  | Nikolay Karamyshev | 102              | 6                | 141              | 11               | 102              | 9                | 10               | 8                | 83               |
| 2                  | Aleksandar Tošić   | 91               | Abd.             | 132              | 12               | 111              | 10               |                  |                  | 52               |
| 3                  | Fabio Fabiani      | Exc.             | Exc.             |                  |                  |                  |                  | 111              | 17               | 19               |
| Trophée monomarque |                    |                  |                  |                  |                  |                  |                  |                  |                  |                  |
| 1                  | Stian Paulsen      | 21               | 2                | 41               | 4                | 32               | 2                | 31               | 3                | 85               |
| 2                  | Andreas Pfister    | 32               | 3                | 2                | 2                | 21               | 6                | 42               | 5                | 79               |
| 3                  | Urs Sonderegger    | 63               | 5                | 10               | Abd.             | 63               | Abd.             | Np.3             | Np.              | 26               |
| 4                  | Patrick Nemec      |                  |                  | 63               | 8                |                  |                  |                  |                  | 13               |
| 5                  | Jaromir Štádler    |                  |                  |                  |                  | Abd.             | Np.              | 9                | 7                | 12               |

| Couleur | Résultat                                                         |
| ------- | ---------------------------------------------------------------- |
| Or      | Vainqueur                                                        |
| Argent  | 2e place                                                         |
| Bronze  | 3e place                                                         |
| Vert    | Classé, dans les points                                          |
| Bleu    | Classé, hors des points Non classé (Nc.)                         |
| Mauve   | Abandon (Ab.) Retrait (Re.)                                      |
| Noir    | Disqualifié (Dq.)                                                |
| Blanc   | N'a pas pris le départ (Np.) Forfait (Forf.) Épreuve annulée (A) |
| Aucune  | N'a pas participé (-)                                            |